# Technomyrmex modiglianii
Technomyrmex modiglianii är en myrart som beskrevs av Carlo Emery 1900. Technomyrmex modiglianii ingår i släktet Technomyrmex och familjen myror.

## Underarter
Arten delas in i följande underarter:
- T. m. angustior
- T. m. javanus
- T. m. modiglianii